# Stigmus solskyi
Stigmus solskyi ist ein Hautflügler aus der Familie der Crabronidae. 

## Merkmale
Die Wespe erreicht eine Körperlänge von 4 bis 5,5 Millimetern (Weibchen) bzw. 3 bis 4 Millimetern (Männchen). Der Lobus am Pronotum ist apikal weiß gefärbt. Die Mesopleuren sind oberseits runzelig strukturiert. Die ähnliche Art Stigmus pendulus hat einen schwarz gefärbten Lobus am Pronotum, der maximal leicht aufgehellt sein kann.

## Vorkommen
Die Art ist in Europa bis 63° nördlicher Breite sowie in der Türkei und Kasachstan verbreitet. Sie besiedelt verschiedene Lebensräume, in denen geeignete Nistmöglichkeiten vorhanden sind, auch den menschlichen Siedlungsbereich. Man findet sie bis in 800 Meter Seehöhe. Stigmus solskyi fliegt von Mai bis Anfang Oktober. Sie ist in Mitteleuropa häufig anzutreffen.

## Lebensweise
Die Weibchen legen ihre Nester bevorzugt in verlassenen Bohrlöchern von Käfern an. Stängel werden nur selten verwendet. Künstliche Nisthilfen werden mit einem Durchmesser von etwa zwei Millimetern angenommen. Das Nest wird schließlich mit einem Pfropfen aus einem Harz-Sandgemisch verschlossen. Steht genügend Platz zur Verfügung, werden neben Linienbauten auch solche mit Abzweigungen und zahlreichen Zellen angelegt. Pro Zelle werden 25 Röhrenblattläuse (Aphididae) eingebracht, gelegentlich auch Blattflöhe aus der Familie Psyllidae. Die Larven überwintern als Ruhelarve. 